# Iuliana Popa
Iuliana Popa (Comănești, 5 de julio de 1996) es una deportista rumana que compite en remo.
Participó en los Juegos Olímpicos de Río de Janeiro 2016, obteniendo una medalla de bronce en la prueba de ocho con timonel.
Ganó una medalla de oro en el Campeonato Mundial de Remo de 2017 y tres medallas de oro en el Campeonato Europeo de Remo entre los años 2017 y 2019.

## Palmarés internacional
| Juegos Olímpicos   | Juegos Olímpicos          | Juegos Olímpicos  | Juegos Olímpicos |
| Año                | Lugar                     | Medalla           | Prueba           |
| ------------------ | ------------------------- | ----------------- | ---------------- |
| 2016               | Río de Janeiro (Brasil)   | Medalla de bronce | Ocho con timonel |
| Campeonato Mundial |                           |                   |                  |
| Año                | Lugar                     | Medalla           | Prueba           |
| 2017               | Sarasota (Estados Unidos) | Medalla de oro    | Ocho con timonel |
| Campeonato Europeo |                           |                   |                  |
| Año                | Lugar                     | Medalla           | Prueba           |
| 2017               | Račice (República Checa)  | Medalla de oro    | Ocho con timonel |
| 2018               | Glasgow (Reino Unido)     | Medalla de oro    | Ocho con timonel |
| 2019               | Lucerna (Suiza)           | Medalla de oro    | Ocho con timonel |